# بیهسیه
بیهسیه، فرقه ای از خوارج و پیروان ابوبیهس هیصم بن جابر صبعی بودند که پس از گذران مدتی، از هم پاشیده و منقرض شدند.

## رهبر فرقه
ابوبیهس هیصم بن جابر صبعی، یکی از طرفدران و سرکردگان خوارج در بصره بود که اولین اقدام مهم وی، مخالفت با نافع بن ازرق محسوب می‌شود. وی مورد غصب ولید بن عبدالملک بوده و از شر وی به مدینه گریخته بود. در نهایت وی در مدینه دستگیر و به حکم خلیفه به وضع فجیعی به قتل رسید.

## اعتقادات
طرفداران این فرقه که بیشترشان در بصره ساکن بودند، ابتدا از طرفداران نافع بن ارزق و فرقه ازارقه بودند؛ اما پس از آنکه نافع در طی نامه ای به سران خوارج، آنان را دعوت به خروج و قیام می‌کند که با واکنش تدافعی و تخطئه ابوبیهس مواجه می‌شود. به همین جهت، ابوبهیس از تحت دایره ازارقه خارج و فرقه جدید بیهسیه را تأسیس می‌کند. ابوبیهس قتل مخالفان خوارج علی‌الخصوص زنان و کودکان که توسط نافع بن ازرق صادر شده بود را نمی‌پسندید و مخالفان خوارج را مشرک نمی‌دانست. او مخالفان خویش را کافر نعمت می‌دانست و نه کافر دین. وی نکاح و توارث با مخالفان را جایز می‌دانست. به عقیده بیهسیه، مسلمان بودن علاوه بر اقرار به معرفت خدا و رسول، «ولایتِ» «اولیای خدا»، «برائت» از دشمنان خدا و شناخت اجمالی اموری که رسول آورده، عبارت است از معرفت دقیق و تفصیلی تمام محرّماتی که نسبت به آنها «وعید» داده شده‌است. این فرقه در کنار فرقه اباضیه و هم‌زمان تأسیس شده‌اند.